# Megamyrmaekion penicillatum
Megamyrmaekion penicillatum är en spindelart som beskrevs av Simon 1908. Megamyrmaekion penicillatum ingår i släktet Megamyrmaekion och familjen plattbuksspindlar.
Artens utbredningsområde är Western Australia. Inga underarter finns listade i Catalogue of Life.